# Jamie Maclaren
Jamie Maclaren (Sunbury, Australia, 29 de julio de 1993) es un futbolista australiano que juega como delantero en el Mohun Bagan Super Giant de la Superliga de India.

## Trayectoria
Blackburn Rovers
Jamie Maclaren creció en los suburbios del noroeste de Melbourne. A muy temprana edad, se sumó al equipo juvenil del Sunbury United. Y, en 2003, pasó a formar parte del Green Gully, de la Victorian Premier League (actual National Premier Leagues Victoria), en donde jugó contra jugadores de mucha más edad. Pero, pese a ello, dicho equipo ganó alrededor de cincuenta partidos consecutivos. En julio de 2009, a la edad de 15 años, fue invitado a probarse por el equipo sub-16 del Blackburn Rovers de Inglaterra. En su primer partido (de prueba), marcó dos goles contra el Derby County, seguidos de un triplete contra el Manchester United, lo cual le posibilitó acceder a un contrato oficial.
En Blackburn, Maclaren compartió equipo con sus compatriotas Vince Grella y Brett Emerton, en donde pronto llamó la atención, lo que le valió primeramente, su llegada a la selección sub-21 y posterior a ello obtuvo la posibilidad de entrenarse con la selección absoluta. Sin embargo, luego de cuatro años en Inglaterra sin haberse establecido en el primer equipo, el Rovers decidió darle fin a su contrato al final de la temporada 2012-13.
Perth Glory
Buscando más minutos de juego, decidió regresar a Australia, firmando así un contrato por tres años con el club (de la A-League) Perth Glory a principios de la temporada 2013-14. En su debut —disputó el partido completo—, su equipo cayó derrotado por 3-1 contra el Adelaide United. Cabe destacar que marcó su primer gol con dicho club el 27 de octubre de 2013, en una victoria por 1-0 sobre el Melbourne City. 
La temporada 2014-15 fue su año estelar, marcando 10 goles en 23 partidos en todas las competiciones. Y ganando la nominación para el premio al mejor jugador joven del año de la liga. El 19 de abril de 2015, Maclaren marcó su primer triplete como profesional en la selección absoluta de su país.
Al final de la temporada 2014-15, dado al escándalo por el tope salarial del Perth Glory, dicho club optó por despedir jugadores, entre los que se encontraba Maclaren. En respuesta a ello, este decidió presentar un aviso formal por el incumplimiento de contrato ante el Sindicato de Futbolistas Profesionales de Australia y abandonó finalmente el club el 29 de junio de 2015.
Brisbane Roar
El 5 de julio de 2015, firmó un contrato de 2 años con el Brisbane Roar, en donde debutó contra los Wanderers de Sídney Occidental (8 de octubre de 2015). En el mismo partido, marcó un doblete, en los minutos 9 y 34 del partido. En esa misma temporada, alcanzó su 50.ª participación en la liga de su país. El 12 de marzo de 2016, marcó su segundo triplete en un partido contra el Melbourne Victory.
Finalizó la temporada regular de la A-League con dieciocho goles, segundo en la carrera por la Bota de Oro ante el delantero uruguayo de Melbourne City Bruno Fornaroli. Sin embargo, con esto logró el récord absoluto para un australiano en la A-League. Al final de la temporada 2015-16, fue nombrado jugador joven del año por el FFA.
Maclaren anotó 19 goles con el Roar en la temporada regular de la A-League 2016-17, empatando con Besart Berisha por la Bota de Oro.
SV Darmstadt 98
En mayo de 2017, Maclaren se incorporó al equipo alemán, por un acuerdo de 3 años, y debutó allí en el minuto 63 en un empate a 1-1 contra el FC Kaiserslautern, acontecido el 4 de agosto.
Hibernian (préstamo)
Maclaren fue cedido a préstamo al club escocés Hibernian, en enero de 2018, con la esperanza de conseguir más minutos para disponer de posibilidades de ser seleccionado por Australia para la Copa Mundial de la FIFA 2018. Debutó en la Premiership escocesa en una victoria por 1-0 en Dundee United el 24 de enero. El 9 de marzo, marcó el segundo gol de la victoria por 2-0 del Hibs en un derbi de Edimburgo. Y contribuyó a retrasar las celebraciones del título del Celtic al marcar el primer gol de la victoria por 2-1 del Hibs el 21 de abril. En agosto de 2018, fue nuevamente cedido al equipo escocés.
Melbourne City
En enero de 2019, tras participar en la Copa Asiática 2019, fichó por el Melbourne City.

## Selección nacional
Su carrera internacional comenzó en el seleccionado sub-19 de Escocia dada la ascendencia de su padre, Donald. Disputó sus primeros partidos para el equipo, jugando contra Dinamarca y Noruega.
Más tarde, Maclaren optó por dejar a la selección escocesa para jugar para el combinado australiano sub-23 (Olyroos) para los partidos correspondientes del grupo F de la clasificación para el Campeonato Sub-23 de la AFC celebrado en Taiwán en marzo de 2015. Jugó en dos de los tres encuentros de los Olyroos, anotando un triplete contra Hong Kong y otros dos goles contra Birmania, logrando el segundo mejor registro para la etapa de clasificación de toda la AFC. Posteriormente, fue convocado en la lista oficial del seleccionado australiano que disputó el Campeonato Sub-23 del 2016, donde jugó cada minuto de la campaña de Australia, contra Emiratos Árabes Unidos, Vietnam y Jordania, anotando contra el segundo en mención. 
Luego de varias convocatorias más entre 2016 y 2017, el entrenador de la absoluta de Australia decidió primeramente incluirlo en la lista preliminar para el Mundial de Rusia 2018. Y posterior a ello se anunció que formaría parte del grupo de veintitrés futbolistas definitivos.

### Participaciones en Copas del Mundo
| Mundial                        | Sede  | Resultado        | Partidos | Goles |
| ------------------------------ | ----- | ---------------- | -------- | ----- |
| Copa Mundial de Fútbol de 2018 | Rusia | Fase de grupos   | 0        | 0     |
| Copa Mundial de Fútbol de 2022 | Catar | Octavos de final | 3        | 0     |

## Clubes
| Club                    | País      | Año       |
| ----------------------- | --------- | --------- |
| Perth Glory             | Australia | 2013-2015 |
| Brisbane Roar           | Australia | 2015-2017 |
| SV Darmstadt 98         | Alemania  | 2017-2018 |
| Hibernian F. C.         | Escocia   | 2018-2019 |
| Melbourne City          | Australia | 2019-2024 |
| Mohun Bagan Super Giant | India     | 2024-     |

## Vida privada
Maclaren tiene un pasaporte británico y es mitad maltés a través de su madre. Esta herencia maltesa llevó a dicho país a buscar sus servicios. Sin embargo, rechazó la solicitud.